# Élections locales écossaises de 2003 à Highland
Pour un article plus général, voir Élections locales écossaises de 2003.

Les élections locales écossaises de 2003 à Highland se sont tenues le 1er mai 2003.

## Composition du conseil
Majorité absolue : 41 sièges
| Parti               | Sièges  |
| ------------------- | ------- |
| Indépendant         | 57 / 80 |
| Libéraux-démocrates | 9 / 80  |
| Travailliste        | 8 / 80  |
| SNP                 | 6 / 80  |